# Queda do Caproni Ca. 48
A queda do Caproni Ca.48 foi um dos primeiros acidentes aéreos da aviação comercial no mundo.

## Aeronave
Com o desenvolvimento da aviação na Primeira Guerra Mundial, centenas de aeronaves de diversos tipos seriam construídas durante o conflito e realizariam as mais variadas tarefas, desde observação até o bombardeamento aéreo. Após o conflito, essas aeronaves perderiam sua utilidade e acabariam sendo adaptadas e empregadas em serviços de correio e transporte de passageiros.  
O Caproni Ca.4 era uma dessas aeronaves. Construído para ser um bombardeiro pesado trimotor, tinha 4 metralhadoras de 6,5 mm FIAT Revelli e capacidade para o transporte de até 1450 kg de bombas. Seriam construídas mais de 50 aeronaves desse tipo, divididas em 8 versões. O  Caproni Ca.48 era a versão civil do Caproni Ca.4 e poderia transportar até 23 passageiros e 4 tripulantes. A indústria Caproni tinha planos de comercializar essa aeronave para as recém criadas companhias aéreas. Para isso a aeronave seria exposta e testada durante a Primeira Exposição da Aviação em Amsterdão, onde transportou diversos passageiros ilustres, entre eles o príncipe Henrique de Mecklemburgo-Schwerin.

## Acidente
Após a First Aviation Exhibition, a Caproni continuaria realizando voos de teste entre a fábrica da aeronave em Taliedro e a cidade de Veneza. No dia 2 de agosto de 1919, o Caproni Ca.48 decolaria do aeródromo da fábrica em Taliedo, distrito de Milão,  às 07h30 min, tendo seguido para Veneza onde pousaria às 09h22m. Após ser preparada para a viagem de retorno, a aeronave decolaria de Veneza às 17h00m transportando 14,15 ou 17 pessoas. Durante o voo de regresso a Taliedo, a aeronave perderia sustentação quando voava a 3000 pés e acabaria caindo nos arredores da cidade de Verona, a meio caminho de Taliedo. No impacto com o solo morreriam todos os seus ocupantes.

## Consequências
O acidente teria sido causado por uma possível falha estrutural. Segundo testemunhas, a aeronave perdeu parte das asas durante o sobrevoo da cidade de Verona. Nesse momento, alguns passageiros do avião se jogaram do mesmo, morrendo ao cair ao solo, pois o mesmo encontrava-se a cerca de 3000 pés (910 m do solo). A queda do Caproni Ca. 48 encerraria o projeto da aeronave que nunca chegaria a entrar em produção. O acidente causaria muita comoção na Itália, prejudicando os recém-criados serviços de transporte aéreo.